# Frente Única Antifascista
A Frente Única Antifascista (FUA) foi uma organização política fundada em 25 de junho de 1933 na cidade de São Paulo para combater o fascismo, representado no Brasil pela Ação Integralista Brasileira (AIB). A FUA foi criada por iniciativa de militantes da Liga Comunista (LC), do Partido Socialista Brasileiro (PSB), imigrantes italianos antifascistas e outras organizações minoritárias de esquerda. Dois segmentos importantes da esquerda paulista na época, os anarquistas e militantes do Partido Comunista do Brasil (PCB), não participaram formalmente da FUA, mas mantiveram contatos e articularam-se com a frente em algumas ocasiões.
A FUA, articulando-se com outros setores da esquerda, realizou uma série de comícios e manifestações antifascistas, e seus militantes tiveram um papel importante na Batalha da Praça da Sé. Até fevereiro de 1934, ano em que a organização encerrou suas atividades, a FUA editou o jornal O Homem Livre, considerado o principal veículo de propaganda antifascista daquele período.
Ao longo de 1934, com o avanço do fascismo na Europa e a reformulação das políticas da Internacional Comunista (Comintern), que apontava para a formação das frentes populares, a FUA abriu espaço para a formação de uma frente mais ampla de setores progressistas, diluindo a luta antifascista na luta mais geral por reformas e contra as forças conservadoras, processo que culminou na formação da Aliança Nacional Libertadora (ANL) em 1935.

## Contexto
A FUA foi fundada em um momento no qual a radicalização política, à esquerda e à direita, era evidente no Brasil e no resto do mundo. Na década de 1930, o liberalismo passava por uma crise, em decorrência de eventos como a quebra da Bolsa de Valores de Nova Iorque, o crescimento dos movimentos fascistas na Europa e a radicalização dos movimentos comunistas. O liberalismo passou a sofrer então significativa concorrência de outras propostas de organização econômica e política, tanto pela direita quanto pela esquerda, que acabaram marginalizando-o do debate político-ideológico nacional, em um contexto em que o funcionamento da Assembleia Nacional Constituinte (entre 1933 e 1934) resultou em grande agitação e turbulência na sociedade civil brasileira. A crise ideológica e política do liberalismo transformou-se no Brasil numa questão política não apenas para as elites, que, ao longo da década de 1930, debateram uma alternativa viável para o liberalismo. As classes médias e os trabalhadores também participaram do debate, seja pela direita, com o fascismo, seja pela esquerda, com o socialismo, o comunismo e o anarquismo. O debate sobre as alternativas ao liberalismo na prática sofreu a concorrência do confronto entre o fascismo e o antifascismo.

## Antecedentes
Fascismo e antifascismo confrontavam-se no Brasil desde a década de 1920. Contudo, foi apenas a partir da fundação da Ação Integralista Brasileira (AIB), em outubro de 1932, que a disputa passou a ter mais notoriedade entre os temas políticos nacionais. Os antifascistas italianos tiveram importante participação na luta antifascista no Brasil na década de 1920. A partir de 1933, passaram a sofrer a concorrência dos antifascistas brasileiros, sobretudo dos trotskistas da Liga Comunista (LC) e socialistas do Partido Socialista Brasileiro (PSB) paulista, com os quais alguns deles se aliaram, liderados pelo socialista italiano Francesco Frola, que se tornou o elemento de ligação entre as duas gerações da militância antifascista.

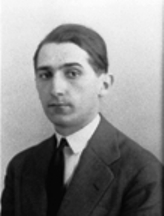
Mário Pedrosa foi um dos mais proeminentes militantes da Liga Comunista e teve um importante papel na articulação da Frente Única Antifascista.

Em janeiro de 1933, com a chegada dos nazistas ao poder na Alemanha, as organizações de esquerda passaram a demonstrar uma maior preocupação em articular uma frente única de caráter antifascista. Ainda nesse mês, o dirigente trotskista Mário Pedrosa concedeu entrevista ao diário paulista A Platea, no qual discorria sobre o Congresso Mundial Contra a Guerra Imperialista realizado em Amsterdã, sob a iniciativa dos escritores Henri Barbusse e Romain Rolland em fins de 1932, e o papel da Oposição de Esquerda brasileira nesta questão. Nesse mês, a Comissão Executiva da LC aprovou decisão de “se lutar pela formação de uma frente única antifascista em São Paulo”; ainda em janeiro, no dia 20, o jornal A Platea noticiou que a Comissão Executiva da União dos Trabalhadores Gráficos (UTG) de São Paulo, então dominada pelos trotskistas, aprovou a decisão de se dirigir “a todas as organizações sindicais de São Paulo, propondo uma frente única”.
A partir de fevereiro, os militantes do Partido Comunista do Brasil (PCB) e a da LC, participaram de reuniões e conferências em São Paulo nas quais se discutiu a criação de uma organização inspirada no Congresso Mundial Contra a Guerra Imperialista. No dia 7 desse mês, ocorreu uma reunião na sede da UTG de São Paulo que contou com a participação de representantes de várias associações de classe, que acabou por convocar, para o dia 9 de fevereiro, um comício no largo São José do Belém, que originou o Comitê Antiguerreiro, do qual o PCB participaria e lideraria. Na época, os trotskistas continuavam a considerar-se membros, ainda que expulsos, do PCB e portanto, agiam para que o PCB criasse o Comitê segundo suas orientações particulares. O Comitê Antiguerreiro seria filiado ao Comitê Mundial Contra a Guerra e o Fascismo.
Em 23 de março, os integralistas, liderados por Plínio Salgado, marcharam pela primeira vez na cidade de São Paulo, de modo que os antifascistas aceleraram suas ações. Em maio, os militantes da LC e do PSB paulista fundaram o periódico O Homem Livre, que se tornaria um dos principais órgãos de propaganda antifascista e o porta-voz da FUA após a sua fundação. No dia 11 de junho, durante cerimônia lembrando o assassinato do deputado socialista italiano Giacomo Matteotti, o trotskista Aristides Lobo propôs a formação de uma frente única antifascista.

## Fundação
Uma semana após a cerimônia em homenagem à Matteotti, no dia 25 de junho, foi realizada uma reunião no salão da União Cívica 5 de julho, no qual se constituiu a Frente Única Antifascista. A reunião foi presidida por Francesco Frola e contou com a presença de organizações como o PSB paulista, Liga Comunista (LC), União dos Trabalhadores Gráficos (UTG), Grêmio Universitário Socialista, Legião Cívica 5 de julho, Bandeira dos 18, Grupo Socialista Giacomo Matteotti, jornal O Homem Livre, jornal A Rua, revista O Socialismo, Grupo Italia Libera, Federação Operária de São Paulo (FOSP) e os jornais anarquistas A Lanterna e A Plebe. O PCB e as entidades ligadas a ele foram convidadas, mas não compareceram. Mais tarde, a FUA receberia as adesões da União dos Profissionais do Volante e do periódico socialista O Brasil Novo. Os anarquistas organizados em torno da FOSP e de seus periódicos optaram por não ingressar na FUA, organizando o seu próprio Comitê Antifascista. Durante a reunião, os libertários defenderam uma frente de luta que fosse formada por meio da união de todos os indivíduos antifascistas e, “sob as bases da mais ampla e completa autonomia das facções, princípios e doutrinas que subdivide os homens em clubes, legiões, partidos e dissidências”. No entanto, os outros grupos que aderiram à FUA eram correligionários à formação de uma frente única que congregasse os vários partidos e sindicatos de esquerda, e não que fosse formada a partir dos indivíduos antifascistas, o que era, para os anarquistas, visto como uma incongruência, na medida em que boa parte dessas organizações eram muito pouco expressivas. O PCB, que seguia as posições políticas adotadas pela Internacional Comunista (Comintern) à época, se recusava a participar de qualquer organização frentista, desprezando as outras correntes políticas da esquerda. Entretanto, em alguns momentos, sobretudo em fins de 1933, o comitê regional paulista do PCB participou de atividades da frente, assim como os anarquistas, que também mantiveram contatos e por vezes articularam-se com a FUA.

## Atividades
Nos primeiros dias de julho, o grupo que dirigia a FUA reuniu-se na sede do PSB paulista para tratar da ratificação das bases para a constituição da organização e marcar um comício em comemoração à queda da Bastilha, no dia 14 de julho. A manifestação foi realizada na sede da Lega Lombarda e presidida por Aristides Lobo. Na ocasião, foi lançado o “Manifesto da Frente Única Antifascista", e a tribuna foi ocupada sucessivamente pelos representantes das organizações e periódicos O Brasil Novo, Frente Negra Socialista, União Sindical dos Profissionais do Volante, Italia Libera, O Homem Livre, União dos Trabalhadores Gráficos, Bandeira dos 18, Liga Comunista, e outros grupos e partidos que enviaram delegados, entre eles o Socorro Vermelho, o PCB, a FOSP, um ferroviários de Sorocabana e Oreste Ristori. A reunião, iniciada às 20h, prolongou-se até após as 23h. Após esse episódio, a FUA entrou em um período de inatividade que perdurou até setembro, quando O Homem Livre conclamou as organizações que participaram da fundação a cumprir o seu papel. Essa inatividade teria sido causada, principalmente, por uma crise no interior do PSB paulista, que buscava uma identidade que o diferenciasse das tendências de esquerda do tenentismo.

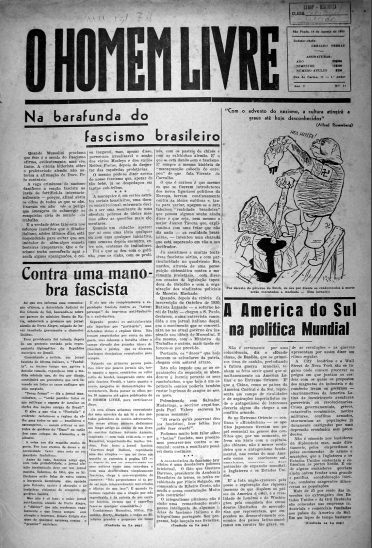
Edição de O Homem Livre de 14 agosto de 1933. O jornal tornou-se o órgão de imprensa da FUA após sua criação e foi o principal veículo de propaganda antifascista do período.

A FUA teve no jornal O Homem Livre a definição de sua identidade política frente à sociedade civil paulista e, particularmente, em contraposição ao fascismo, representado pela AIB. Fundado cerca de um mês antes da criação da FUA, o jornal foi concebido e criado por jornalistas do vespertino paulista Diário da Noite. A primeira edição do jornal é datada de 27 de maio de 1933 e contou com artigos, assinados ou sob pseudônimos, de José Pérez, Mário Pedrosa, Lívio Xavier, Aristides Lobo, Goffredo Rosini, Geraldo Ferraz e Miguel Macedo, e foi ilustrada pelo gravador Lívio Abramo. Com a fundação da FUA em 25 de julho, O Homem Livre tornou-se seu órgão de imprensa e o principal periódico de propaganda antifascista da esquerda paulista. A campanha de desmistificação do fascismo feita nas páginas de O Homem Livre teve no humor uma de suas principais estratégias, através da publicação de charges originalmente editadas em jornais estrangeiros, como o Daily Express e The Nation, e foram editados vários artigos que procuravam analisar o fascismo e o integralismo de forma satírica. O periódico também procurava denunciar as práticas fascistas e os meios de que o fascismo se utilizava para obter determinados resultados, como no artigo As Explorações Anti-Semitas Sobre os Protocolos dos Sábios de Sião, de José Pérez, publicado também na primeira edição do jornal, e que demonstrava a natureza racista do nazismo.

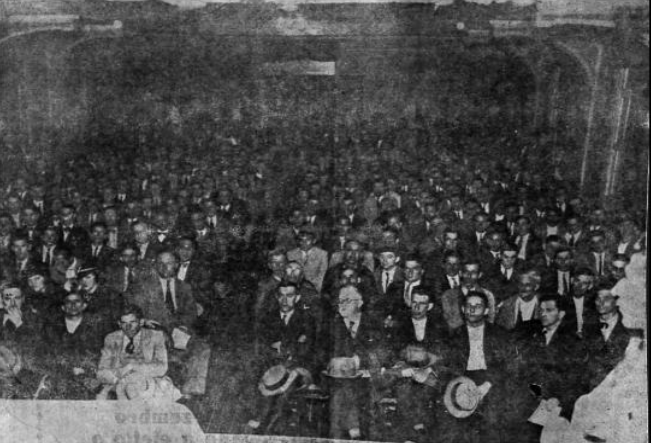
Conferência anti-integralista realizada em 14 de novembro de 1933, no salão da União das Classes Laboriosas.

Em setembro de 1933, o Comitê Regional do PCB paulista, através de Hermínio Sacchetta, iniciou conversações com a FUA e, ainda que criticando os trotskistas, concordou em assinar manifesto convocando os antifascistas a participar de uma conferência anti-integralista marcada para o dia 14 de novembro de 1933. A conferência, organizada pelos anarquistas através do Centro de Cultura Social (CCS), contou com a participação de representantes de diversas correntes políticas da esquerda, como socialista Carmelo Crispino, o anarquista Hermínio Marcos e um representante do jornal O Homem Livre. O evento, realizado no salão da União das Classes Laboriosas, reuniu cerca de mil pessoas. Em meio à conferência aparecerem alguns integralistas a fim de tumultuá-la, no entanto, ao perceberem a quantidade de elementos antifascistas que ali se encontravam, retiraram-se e começaram a procurar reforços nas mediações, sendo repelidos por um grupo de trabalhadores.
Com o agravo dos conflitos entre integralistas e antifascistas, surgiram relatos de agressão por parte dos integralistas contra militantes de esquerda em diversas partes do país, de modo que a FUA decidiu organizar uma contramanifestação para o dia 15 de dezembro de 1933, data em que a AIB havia marcado um comício integralista. A divulgação, por parte da FUA, de que haveria uma contramanifestação, fez com que a AIB cancelasse a marcha. O comício da FUA, no entanto, ocorreu, na sede da Lega Lombarda e com a presença de cerca de dois mil participantes, incluindo militantes do PCB e do Comitê Antiguerreiro. Neste evento, a FUA demonstrou intenções de articular-se com outras organizações antifascistas de outros estados para a formação de Frente Única Antifascista Nacional, além de ter convocado o movimento operário paulista para a formação de uma frente sindical.
Apesar do sucesso desses dois eventos, o PCB e o Comitê Antiguerreiro tentavam colocar-se como os orientadores da frente, esvaziando assim o protagonismo da FUA. Neste ínterim, o Comitê Central do PCB, localizado no Rio de Janeiro, interveio no Comitê Regional paulista, tendo em vista que a participação do PCB na FUA contrariava a linha política de “frente única pela base” do partido e da Comintern.
Depois disso, a FUA convocou um comício para o dia 25 de janeiro, aniversário da cidade de São Paulo. O evento foi impedido pela polícia e uma comissão do PSB foi à Região Militar tentar obter uma autorização de última hora. Antes do seu retorno, um militante do PCB tentou abrir o comício, sem sucesso. Ainda assim, alguns dirigentes fizeram curtos discursos interrompidos pela polícia montada. Na noite do dia seguinte, a polícia invadiu a sede da UGT durante uma conferência de Francesco Frola, prendendo todos os presentes no local. Nessa ocasião, pressionado pelo Comitê Central, o Comitê Regional do PCB paulista abandonou a FUA e iniciou uma violenta campanha contra ela. O PCB já tentava colocar-se como orientador da frente enquanto participou das atividades promovidas por ela, e após o rompimento, o jornal paulista A Vanguarda Estudantil, ligado ao PCB, passou a publicar então duras críticas à FUA, chamando-a de “frente única de tapeação” que visava ofuscar a legítima frente única do Comitê Antiguerreiro, promovido pelo PCB desde o início de 1933.
Em 24 de fevereiro de 1934 foi lançado o último número de O Homem Livre. O fechamento do jornal da FUA demostrava as dificuldades políticas e financeiras pela qual ela passava. Os problemas pelos quais passava o PSB, a fragilidade orgânica dos trotskistas, a recusa dos anarquistas em participarem da FUA de maneira mais consistente e a decisão do PCB em deixar de colaborar com a frente contribuíram para inviabilizar a continuação do jornal e dificultaram a continuação das atividades da FUA. Ao longo de 1934, os trotskistas, agora organizados na Liga Comunista Internacionalista (LCI) e os militantes do PSB paulista passaram a dedicar-se à construção de uma frente única sindical e eleitoral de esquerda. Nesse sentido, realizaram um comício no dia 1º de maio, realizado no pátio do Palácio das Indústrias, no Parque D. Pedro II. O PCB não participou dessa manifestação, em que falaram representantes da LCI, PSB, Sindicatos Profissionais do Volante, dos Tecelões, dos Barbeiros e Cabeleireiros, dos Empregados em Hotéis, de grupos independentes do Sindicato dos Rodoviários, do Sindicato dos Empregados em Comércio, União dos Trabalhadores Gráficos e Sindicato dos Bancários.
O segundo semestre de 1934 caracterizou-se pelo confronto direto entre antifascistas e a AIB e pela busca da articulação política da unidade das forças de esquerda, no campo sindical, eleitoral e contra o fascismo. A radicalização política podia ser percebida desde abril, quando no dia 20, treze dias após o início da votação da Constituição, aconteceu o primeiro de uma série de desfiles integralistas em importantes cidades brasileiras, demonstrando o fortalecimento organizacional e político da AIB. Neste dia, desfilaram cerca de 4 000 pessoas pelas ruas do Rio de Janeiro. Cerca de um mês depois, no dia 24 de junho, ocorreu um desfile integralista na capital paulista, contando com cerca de 3 000 pessoas. Uma semana depois, no dia 2 de julho, feriado na Bahia, cerca de 400 integralistas fizeram um desfile pelas ruas de Salvador. Por outro lado, no dia 9 de julho, em Niterói, encerrou-se a I Conferência Nacional do PCB que, entre outras coisas, institucionalizava um novo grupo dirigente, e marcava uma radicalização nas políticas do partido, que se recusou a participar de qualquer coligação eleitoral e protagonizou uma série de greves e manifestações cada vez mais violentas.

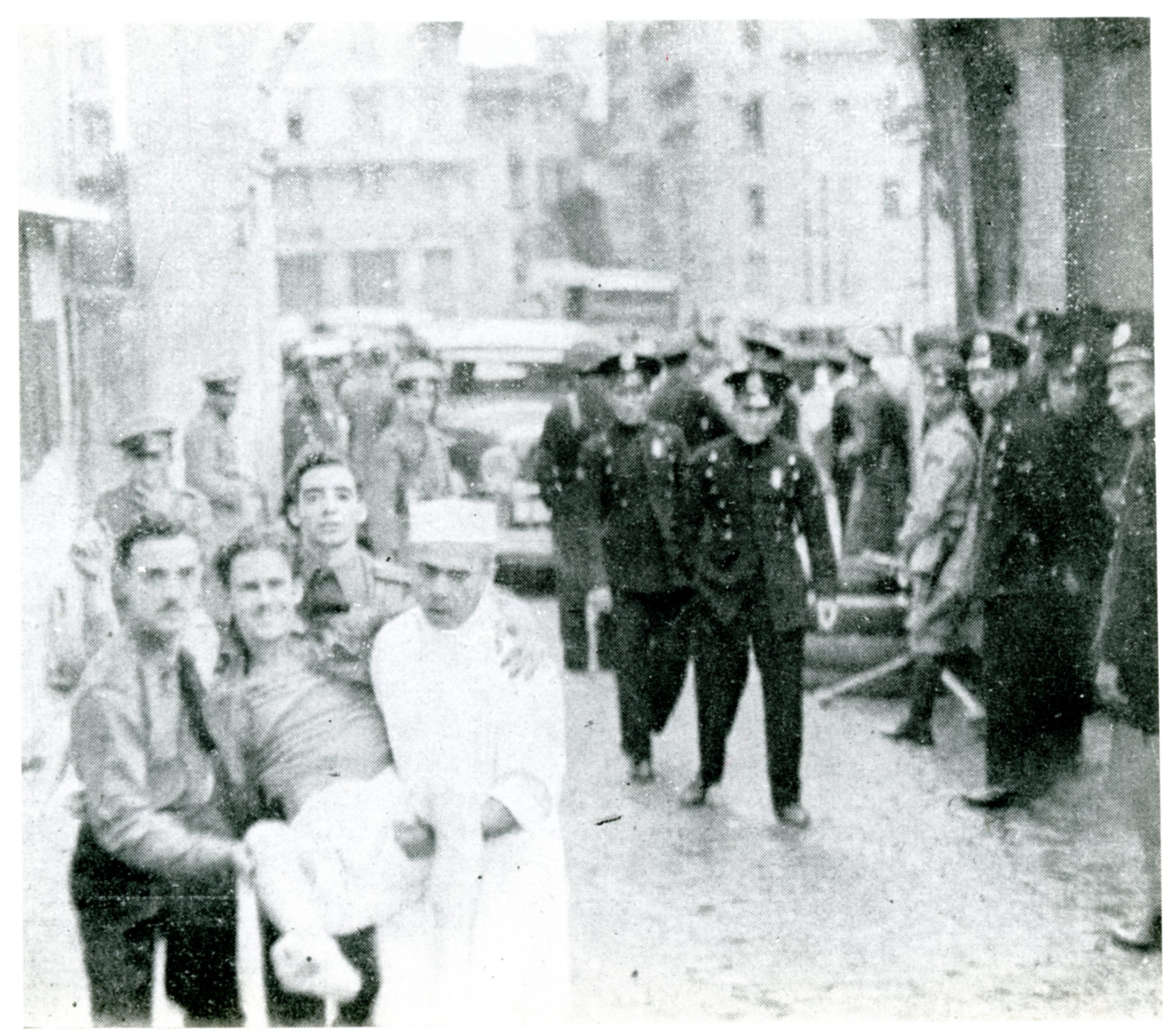
Integralista ferido durante a Batalha da Praça da Sé, carregado por companheiros.

Em outubro de 1934, por fim, a disputa entre as esquerdas e a AIB chegou ao confronto direto em espaço público aberto. Já no dia 3, em uma quarta-feira, um confronto entre integralistas e militantes de esquerda em Bauru, no interior de São Paulo, resultou em um morto — Nicola Rosica — e quatro feridos, todos integralistas. Um dos principais acusados de ter participado da agressão aos integralistas era candidato a deputado estadual pela Coligação das Esquerdas, criada em São Paulo pela Coligação dos Sindicatos Proletários, LCI e PSB no final de agosto. Quatro dias depois, no domingo, o confronto atingiu uma dimensão maior, acontecendo no centro comercial e financeiro da capital paulista. Para esse dia, 7 de outubro, a AIB convocou os seus militantes para um evento político a ser realizado na Praça da Sé, onde seria comemorado o aniversário de dois anos do "Manifesto Integralista". Segundo Fúlvio Abramo, os trotskistas, tão logo tomaram conhecimento das intenções da AIB de realizar tal manifestação, decidiram impedi-la. Convocaram as organizações que haviam participado da FUA até o comício de 1º de maio para preparar uma contramanifestação. O seu secretariado, então recriado, formado por membros da LCI e do PSB, entrou em contato com o PCB e com os anarquistas. Publicaram-se uma série de manifestos convocando militantes e simpatizantes antifascistas a comparecerem ao evento. Ainda que sem direção totalmente centralizada, todas as forças antifascistas participaram em conjunto da contramanifestação, que resultou em um violento conflito que ficou conhecido como "Batalha da Praça da Sé". O conflito resultou na morte de dois agentes policiais, um guarda civil, três integralistas e um estudante antifascista — Décio Pinto de Oliveira —, terminando com a debandada geral dos integralistas, que abandonaram suas camisas verdes pelas ruas do centro de São Paulo para evitar mais agressões.

## Desdobramentos políticos da FUA
A Batalha da Praça da Sé teve grande repercussão positiva no Rio de Janeiro, e combinada com identificação do corpo do jovem militante Tobias Warchavski, detonou uma campanha política contra a política repressora do governo de Getúlio Vargas que se combinou com o sentimento antifascista. Ao longo de 1934, com o avanço do fascismo na Europa, a Internacional Comunista reformulou suas políticas, dando sinais de que a união dos comunistas com outras forças políticas progressistas seria possível, apontando para a formação de frentes populares. O processo político que se acelerou nas últimas semanas de 1934 encaminhava-se para a formação de uma frente muito mais ampla do que a FUA e o Comitê Antiguerreiro, com a formação de uma Frente Única de Luta contra a Reação e o Fascismo, de cunho eleitoral, formada pelo Partido Socialista Proletário do Brasil, Liga Comunista Internacionalista, Partido Trabalhista Brasileiro e Partido Comunista. A Frente Única de Luta contra a Reação e o Fascismo não elegeu nenhum candidato, mas contribuiu para a formação de uma ampla coligação de setores progressistas favoráveis à reformas mais abrangentes na sociedade, formando uma frente popular que diluiu a luta antifascista na luta por reformas e contra as forças conservadores. Tal processo viria a culminar, em 1935, na formação da Aliança Nacional Libertadora (ANL).